# Хлюстин, Иван Николаевич
Ива́н Никола́евич Хлю́стин (1862, Москва — 1941, Ницца) — артист балета, педагог и балетмейстер русского происхождения. В 1878 году, ещё до окончания Московского императорского театрального училища, был зачислен в московскую балетную труппу императорского театра. Выпустился в 1882 году по классу педагога Густава Легат. С 1886 года — в звании первого танцовщика (в репертуаре: Колен («Тщетная предосторожность»), Альберт («Жизель»), Гусарский ротмистр («Привал кавалерии»), Коппелиус («Коппелия») и других.
С 1893 года участвовал в постановке на сцене московского Большого театра балетов Мариуса Петипа «Корсар», «Наяда и рыбак», «Привал кавалерии» и других, ставя в них отдельные танцы. В 1895 году участвовал в возобновлении балета «Катарина, дочь разбойника», поставив многие танцевальные фрагменты, при этом на афише его имя не было указано — за что балетмейстер спектакля Хосе Мендес подвергся критике в прессе. 
С 1898 года — штатный балетмейстер театра. Будучи в этой должности, перенёс на московскую сцену такие балеты, как «Тщетная предосторожность», «Коппелия», «Раймонда» (как ассистент Александра Горского), «Фея кукол». В 1899 году восстановил балет Вацлава Рейзингера «Золушка».
В 1903 году эмигрировал в Париж, где открыл собственную балетную школу. С 1909 года — хореограф парижской Оперы. В 1911—1914 годах занимал пост директора балета Парижской Оперы, на котором приложил большие усилия к восстановлению сильно упавшего уровня труппы. При нём, отвечая новым веяниям дягилевских «Русских сезонов», произошла реформа сценического костюма — традиционные балетные пачки уступили место костюмам, соответствующим сюжету балета.
Постановки этого периода:
- «Пери» на музыку Поля Дюка. Балет поставлен по просьбе солистки Русского балета Натальи Трухановой для неё и Бекефи. Музыка была написана по заказу Дягилева, который планировал постановку для Нижинского и Трухановой, но потом отказался от этой идеи. Премьера состоялась 22 апреля 1912 года. Вместо Бакста балет оформил Рене Пио[фр.].

Другими балетами Хлюсина в этой программе были: «Иштар» Винсента д’Инди, «Трагедия Саломеи» Флорана Шмитта и «Аделаида, или Язык цветов» Мориса Равеля, причём каждый из них исполнялся оркестром Ламурё под управлением автора.
- «Филотис, коринфская танцовщица» на музыку Филиппа Гобера. Балет в 2-х актах. Премьера состоялась 18 февраля 1914 года.
- «Сюита танцев» на музыку Фредерика Шопена в оркестровке Андре Мессаже и Поля Видаля. Автор костюмов — Ж.-П. Пиншон
- «Русалка» на музыку Люсьена Ламбера (Lucien Lambert). Балет-пантомима в 2-х актах («День» и «Ночь»). Либретто Юга ле Ру (фр. Hugues Le Roux) и Жоржа де Дюбора (фр. Georges de Dubor) на основе неоконченной драмы Александра Пушкина, декорации - Эужен Симас (фр. Eugène Simas), костюмы — Жозефа Пиншона.

На протяжении почти 20 лет был балетмейстером и педагогом-репетитором труппы Анны Павловой, для которой осуществил постановки балетов «Шопениана», «Спящая красавица», «Раймонда», «Фея кукол», а также поставил собственные оригинальные балеты: «Снежинки» (1911, на музыку из балета «Щелкунчик»), «Последняя песня», «Белое и чёрное», «Египетский балет», «Фрески», «Аджанты», танцевальные номера «Гавот» и «Русский».
После смерти Анны Павловой оставил сцену и поселился на Лазурном берегу, где давал частные уроки балета.